# Lốc xoáy năm 1980
Trang này làm rõ lốc xoáy và dịch cơn lốc xoáy của năm 1980, chủ yếu ở Hoa Kỳ. Hầu hết các cơn lốc xoáy hình thành ở Mỹ, mặc dù một số sự kiện có thể xảy ra quốc tế. Thống kê Tornado trong nhiều năm trở lên như thế này thường xuất hiện thấp hơn so với năm hiện đại đáng kể do ít báo cáo hoặc lốc xoáy xác nhận.

## Tóm tắt
Số cho năm 1980 là dưới mức trung bình, cả về số lượng lốc xoáy và số trường hợp tử vong; Tuy nhiên, đã có hơn 1.100 bị thương liên quan đến cơn lốc xoáy.

## Sự kiện

### Tháng 1
Có 7 lốc xoáy ở Mỹ trong tháng.

### Tháng 2
Có 11 lốc xoáy ở Mỹ trong tháng.

### Tháng 3
Có 41 lốc xoáy ở Mỹ tháng ba, kết quả là hai người tử vong. Ngày 01 tháng ba, một cơn lốc xoáy F3 trong Broward County, FL giết một và bị thương 33.

### Tháng 4
Có 137 lốc xoáy ở Mỹ trong tháng Tư, kết quả trong bốn trường hợp tử vong. Ngày 02 tháng 4, một cơn lốc xoáy F4 đánh Baylor County, Texas, nhưng kết quả không bị thương.

### Tháng 5
Có 203 lốc xoáy ở Mỹ trong tháng, dẫn đến tử vong tám người.

#### 13 tháng 5
Lốc xoáy tại Kalamazoo, 1980 đi qua trung tâm thành phố Kalamazoo, Michigan, vào ngày 13 tháng 5 năm 1980. Các cơn lốc xoáy, bắt đầu từ 16:09, được đánh giá cấp F3 trên thang Fujita. Các cơn lốc xoáy giết chết 5 người và bị thương 79 người.

### Tháng 6
Có 217 lốc xoáy ở Mỹ trong tháng, kết quả là bảy người chết. Vào ngày 29, một cơn lốc xoáy F2 trong Harford County, Maryland đã di chuyển lên Aberdeen dẫn đến không có trường hợp tử vong, nhưng 10 người bị thương.

#### 3 tháng 6
Lốc xoáy tại Grand Island, 1980 bùng phát, còn được gọi là Đêm của Giông Bão, ảnh hưởng đến thành phố Grand Island, Nebraska vào ngày 03 tháng 6 năm 1980. Bảy lốc xoáy đáp xuống trong hoặc gần thành phố đêm đó, giết chết năm người và bị thương 200.

### Tháng 7
Có 95 lốc xoáy ở Mỹ trong tháng bảy, kết quả là năm trường hợp tử vong. Ngày 09 tháng 7, một cơn lốc xoáy F4 giết hai và bị thương 25 trong Rush County, Indiana. Thêm ba người đã thiệt mạng trong cơn lốc xoáy riêng ở Wisconsin vào ngày 15 tháng bảy.

### Tháng 8
Có 73 cơn lốc xoáy ở Mỹ vào tháng 8.

### Tháng 9
Có 37 cơn lốc xoáy ở Mỹ vào tháng 9, làm bị thương 1.

### Tháng 10
Có 43 cơn lốc xoáy ở Mỹ vào tháng 10, làm bị thương 1.

### Tháng 11
Có 3 cơn lốc xoáy ở Mỹ vào tháng 11.

### Tháng 12
Có 2 cơn lốc xoáy ở Mỹ vào tháng 12.

## Tháng mười một
Có 3 cơn lốc xoáy ở Hoa Kỳ vào tháng 11. 
1. ↑  "Tornadoes in November 1980". National Climatic Data Center. Tornado History Project. 2011. Bản gốc lưu trữ ngày 4 tháng 3 năm 2016. Truy cập ngày 18 tháng 4 năm 2011."Tornadoes in November 1980".